# 红旗水库 (绥棱)
红旗水库是中国黑龙江省绥化市绥棱县上集镇红旗村境内的一座水库，位于泥尔基斯河支流兴隆沟上，建于1971年。水库正常库容为500万立方米，集雨面积为70平方千米，海拔为201.7米。